# Karolína Erbanová
Karolína Erbanová (Vrchlabí, 27 ottobre 1992) è una pattinatrice di velocità su ghiaccio ceca, bronzo nei 500 metri a Pyeongchang 2018.

## Palmarès
- Giochi olimpici

Pyeongchang 2018: bronzo nei 500 m
- Campionati mondiali

Heerenveen 2015: bronzo nei 1.000 m
Astana 2015: bronzo nello sprint
- Campionati europei

Heerenveen 2017: oro nello sprint